# Wednesfield
Wednesfield este un oraș în comitatul West Midlands, regiunea omonimă, Anglia. Orașul se află în districtul metropolitan Wolverhampton.